# Municipio de Cedar Creek (Arkansas)
El municipio de Cedar Creek (en inglés: Cedar Creek Township) es un municipio ubicado en el condado de Crawford en el estado estadounidense de Arkansas. En el año 2010 tenía una población de 652 habitantes y una densidad poblacional de 9,53 personas por km².

## Geografía
El municipio de Cedar Creek se encuentra ubicado en las coordenadas 35°37′56″N 94°17′6″O / 35.63222, -94.28500. Según la Oficina del Censo de los Estados Unidos, el municipio tiene una superficie total de 68.38 km², de la cual 68,36 km² corresponden a tierra firme y (0,03 %) 0,02 km² es agua.

## Demografía
Según el censo de 2010, había 652 personas residiendo en el municipio de Cedar Creek. La densidad de población era de 9,53 hab./km². De los 652 habitantes, el municipio de Cedar Creek estaba compuesto por el 93,87 % blancos, el 2,3 % eran amerindios, el 0,15 % eran asiáticos, el 0,61 % eran de otras razas y el 3,07 % eran de una mezcla de razas. Del total de la población el 2,3 % eran hispanos o latinos de cualquier raza.